# 上海西区污水处理厂
上海西区污水处理厂（又称西区污水处理厂水泵房，现名上海市城市排水管理技工学校）是位于中華人民共和國上海市长宁区天山路30号的一個歷史上的污水處理廠，毗邻天山污水处理厂，于1926年建成。占地2.66万平方米，建筑面积366平方米。
污水處理廠建成後，將上海西区的污水处理能力实现了从千立方米提升到了万立方米。目前被上海市人民政府列为第三批上海优秀近代建筑，上海市文物保护单位。

## 历史
1922年，租界当局在天山路北侧哈密路（原罗别根路）拐角置地40亩用于西区污水处理厂。

1926年污水處理廠建成后，主建筑为污水泵房，结构为钢筋混凝土砖混。
设备全进口，进厂的总管道为600×900毫米管径的蛋形管源头为黄浦区河南路，污水处理采用二级活性污泥法，处理后废水排入苏州河，而活性污泥可做肥料，属当时世界上科学处理法之一，同时也被现在有的污水厂沿用。

1986年天山污水处理厂建成后在1987年10月归入新天山污水处理厂，并停运，于1994年4月正式报废。

## 交通
- 上海轨道交通北新泾站：上海轨道交通2号线

## 参看
- 东区污水处理厂旧址